# Souleymen Nasr
Souleymen Nasr (in arabo سليمان نصر‎?; Bouhjar, 27 febbraio 1997) è un lottatore tunisino, specializzato nella lotta greco-romana.

## Biografia
Ha guadagnato la qualificaizione ai Giochi olimpici estivi di Tokyo 2020 grazie alla vittoria del torneo africano di qualificazione olimpica di Hammamet.
Ha quindi rappresentato la Tunisia alla XXXII edizione dei Giochi, gareggiando nel torneo dei pesi welter, in cui è stato eliminato agli ottavi dall'iracheno Aker Al Obaidi, rappresentante della squadra degli Atleti Olimpici Rifugiati.
Ha fatto la sua seconda apparizione olimpica a Parigi 2024, dove è stato eliminato agli ottavi del torneo dei -67 dal francese Mamadassa Sylla.

## Palmarès
| Anno | Manifestazione              | Sede                 | Evento | Risultato | Note |
| ---- | --------------------------- | -------------------- | ------ | --------- | ---- |
| 2014 | Giochi olimpici giovanili   | Nanchino             | 58 kg  | 6º        |      |
| 2015 | Campionati africani         | Alessandria d'Egitto | 59 kg  | 5º        |      |
| 2016 | Campionati africani         | Alessandria d'Egitto | 66 kg  | Bronzo    |      |
| 2016 | Campionati africani junior  | Algeri               | 66 kg  | Argento   |      |
| 2017 | Campionati africani junior  | Marrakech            | 66 kg  | Oro       |      |
| 2017 | Campionati africani         | Marrakech            | 71 kg  | 4º        |      |
| 2018 | Campionati africani         | Port Harcourt        | 63 kg  | Argento   |      |
| 2018 | Campionati del Mediterraneo | Algeri               | 67 kg  | Bronzo    |      |
| 2018 | Campionati arabi            | Sharm el-Sheikh      | 67 kg  | Argento   |      |
| 2019 | Campionati africani         | Hammamet             | 67 kg  | Argento   |      |
| 2019 | Giochi panafricani          | El Jadida            | 67 kg  | Argento   |      |
| 2021 | Giochi olimpici             | Tokyo                | 67 kg  | 15º       |      |
| 2023 | Mondiali                    | Belgrado             | 67 kg  | 18º       |      |
| 2024 | Giochi olimpici             | Parigi               | 67 kg  | 11º       |      |